# Pfarrhaus (Griesheim)
Das Pfarrhaus in der Pfarrgasse 2 ist ein denkmalgeschütztes Bauwerk in Griesheim.

## Geschichte und Beschreibung
Das voluminöse zweigeschossige Fachwerkhaus steht auf einem massiven Erdgeschoss und wurde zwischen den Jahren 1629 und 1634 errichtet – eine Datierung im Eckpfosten dokumentiert das Jahr 1630. Das Pfarrhaus besitzt Fenster und Türen mit Gewänden aus Sandstein. Das Mauerwerk des Gebäudes besteht aus Zierfachwerk mit Mannformen, Rauten und Malkreuzen in den Brüstungsfeldern und eine profiliertere Gebälkzone. Das abschließende Satteldach ist gedeckt mit Biberschwanz-Dachziegeln.

## Denkmalschutz
Aus architektonischen, baukünstlerischen und stadtgeschichtlichen Gründen steht das Pfarrhaus unter Denkmalschutz.